# فنادق سفير
فنادق ومنتجعات سفير (المعروفة أيضًا باسم إدارة فنادق سفير الدولية ) هي سلسلة فنادق فاخرة مملوكة للكويت في العالم العربي. يشمل العملاء شقيقة أمير الكويت التي أقامت في شقق الفندق التي تبلغ قيمتها 3000 دولار شهريًا (اعتبارًا من عام 1991).

## الفنادق

### الجزائر
سفير مازافران هو فندق في زرالدة. ويقال أنها «تسيطر على المدينة» ولديها مطعم يقدم المأكولات اللبنانية.

### مصر
فندق سفير هو فندق في الزمالك بالقاهرة.
منتجع سفير هو فندق ومنتجع في الغردقة.

### الكويت
فندق سفير الدولي هو فندق في بنيد القار.
قرية التراث في فيلكا هو فندق في جزيرة فيلكا. تم الانتهاء منه عام 2002 ، ويضم 50 شاليه و 24 غرفة. وهي تقع في قرية تراثية تضم حديقة حيوانات وبحيرة وركوب الخيل ومنافذ للشاورما وملعب جولف.
فندق سفير المطار هو فندق في الفروانية.
Safir Hotel & Residences هو فندق في الفنطاس.
فندق مارينا هو فندق في السالمية.

### لبنان
فندق سفير بحمدون هو فندق في بحمدون. يحتوي على 68 غرفة وجناح. [بحاجة لمصدر]
الإحداثيات: ° شمالاً 35.472697 ° شرقًا

### قطر
سفير الدوحة هو فندق في الدوحة.

### سوريا
سفير السيدة زينب هو فندق في دمشق.
فندق سفير حمص هو فندق في حمص.